# 南北分断路線
南北分断路線（なんぼくぶんだんろせん）とは、日本統治の終了（1945年）後の朝鮮半島において、北緯38度線（38度線）を境に北部地域に朝鮮民主主義人民共和国（北朝鮮）、南部地域に大韓民国（韓国）が成立した事と1950年に勃発した朝鮮戦争によって、38度線 - 軍事境界線によって分断された4つの鉄道路線のことである。朝鮮戦争勃発までの間は、京義線・京元線の他に土海線・甕津線も38度線を境に分断されていたが、東海北部線・金剛山電気鉄道は北朝鮮の手で運行されていた。
- 京義線（ソウル - 汶山 - 都羅山、板門 - 開城 - 新義州）
  - 北朝鮮側では、韓国側で京釜線とされる区間を含んで、平釜線（平壌 - 釜山）・平義線（平壌 - 新義州）と呼称
- 京元線（龍山 - 白馬高地、佳谷 - 平康 - 元山）
  - 北朝鮮側では、日本統治時代の咸鏡線元山 - 高原間と共に、江原線（高原 - 平康）と呼称
- 東海北部線（廃線）
  - 韓国側では1953年に県内 - 襄陽間が名目上再開業したものの、1967年までに全線廃止
  - 1997年に金剛山青年線（安辺 - 金剛山）として旧：東海北部線の北朝鮮側に該当する区間が開業、2007年に韓国側の猪津まで完成したが営業はしていない
- 金剛山電気鉄道（廃線）

上記の内、前者2路線は分断後もそれぞれの統治地域において営業が行われているが、後者2路線に関しては廃線となっている。ただし、土海線（現在の白川線、土城 - 白川温泉間は現在廃止されている）・甕津線は朝鮮戦争勃発までの間は分断されていたが、軍事境界線が現在の位置に確定した後は北朝鮮の手で運行されている。
京義線と東海北部線（東海線）に関しては、京義線・東海線鉄道および道路の連結事業によって一度は再連結され列車も運行されたが、2024年10月15日に北朝鮮が南北連結区間のうち北側を爆破して閉鎖したため、再び分断されている。